# Vajji

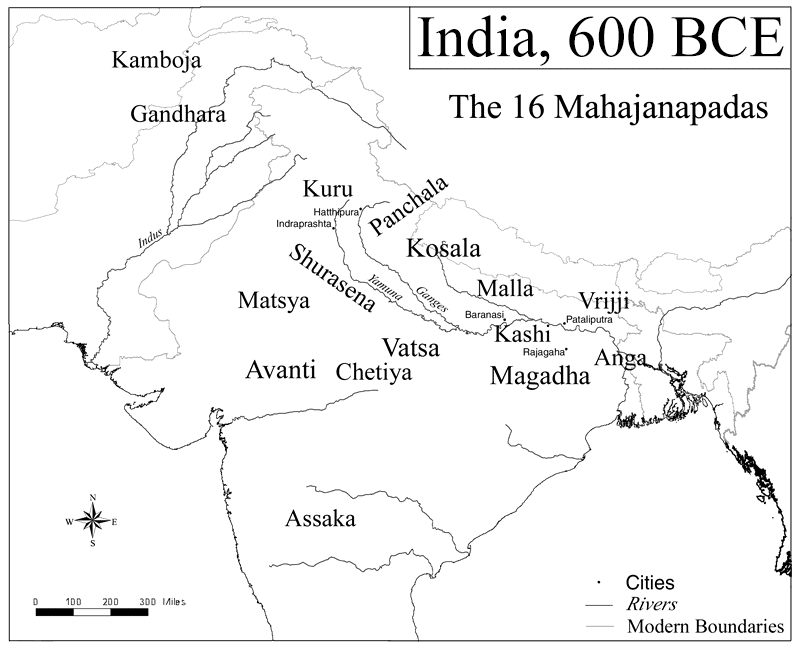
El Mahajanapada de Vajji o Vrijji.

Vajji (sánscrito Vṛji: sánscrito Vṛji) o Vrijji fue una confederación de clanes establecidos cercanos uno del otro, incluyendo los licchavi, que formó uno de los dieciséis majayanapadas de India Antigua. El área que gobernaron constituye la región de Mithila al norte de Bihar y su capital era la ciudad de Vaishali.
Tanto el texto budista Anguttara Nikaya como el texto jainista Bhāgavata Sutra (Saya xv Uddesa I) incluyen Vajji en sus listas de los solasa (dieciséis) mahājanapades. El nombre de este mahājanapada deriva de uno de sus clanes gobernantes, el Vṛjis. El estado de Vajji fue una república. Este clan es mencionado por Paṇini, Chanakya y Xuanzang.

## El territorio

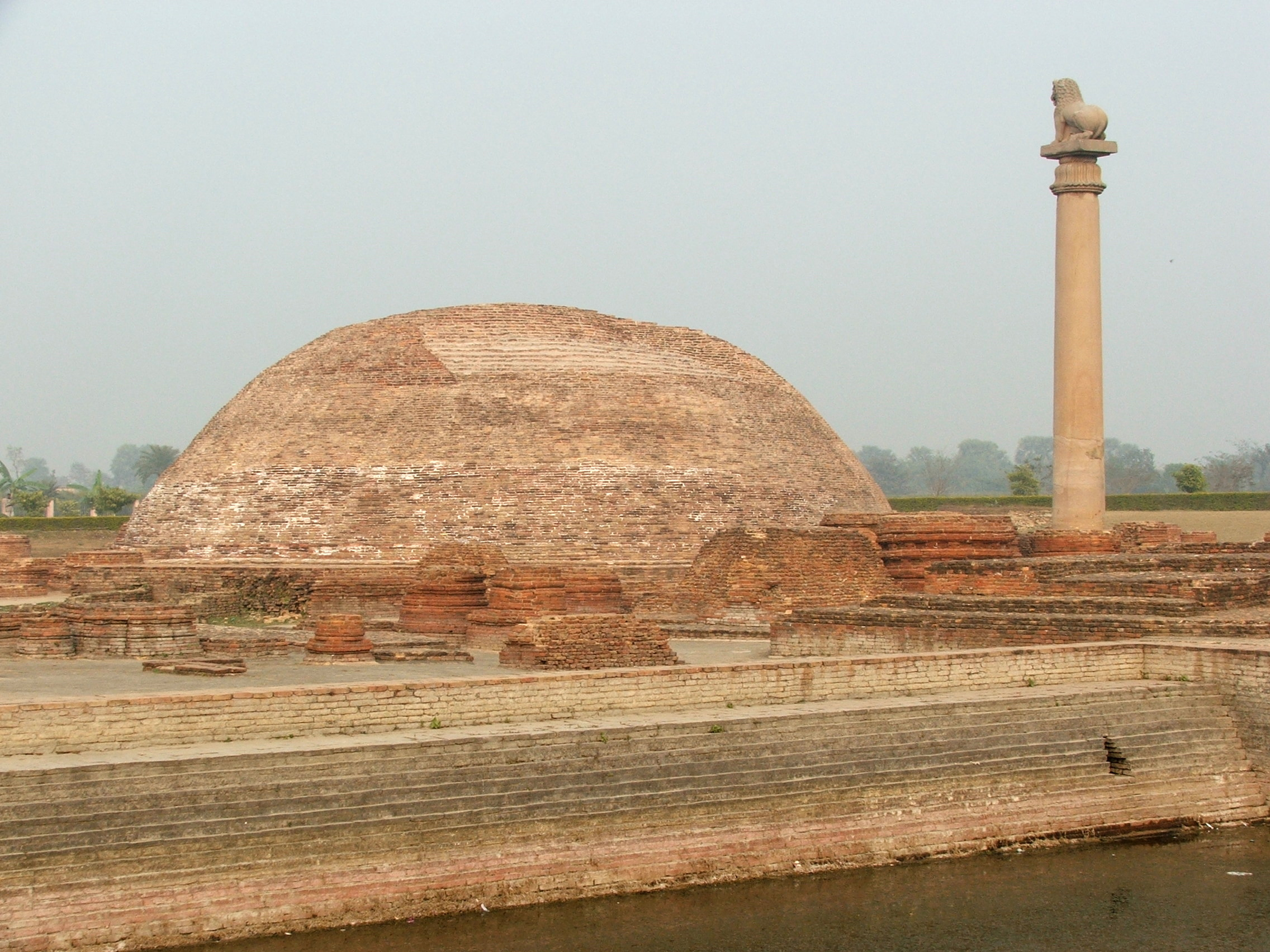
Estupa de Ananda, con un pilar de Asoka, en Vaishali, la ciudad capital.

El territorio de Vajji estaba localizado al norte del Ganges, en Bihar y se extendía hasta la región de Madhesh. Al oeste tenía el río Gandaki que era probablemente la frontera con el mahajanapada de Mallaraixtra y posiblemente también lo separaba del de Kosala; al este, su territorio probablemente se extendía hasta las selvas a lo largo de las cuencas de los ríos Koshi y Mahananda; por el norte llegaba hasta las montañas de Nepal. La capital de este mahājanapada era Vaishali. Otras ciudades y poblaciones importantes fueron Kundapura o Kundagrama (un suburbio de Vaishali), Bhoganagara y Hatthigama.

## Clanes gobernantes
Vajji era un confederación de los ocho clanes (atthakula) de los que los Vrijjis, los licchavi, los Jñatrikes y los Videhes eran lo más importantes. Manudeva fue un rey famoso de los Licchavi que deseó a Amrapali después de que la vio bailando en Vaishali. Las identidades de los otros cuatro clanes no son seguros. Sin embargo, en un pasaje del Sutrakritanga, los Ugres, los Bhoga, los Kaur y los Aikshvakas están asociados con los Jñatrikes y licchavi como súbditos del mismo gobernante y miembros de la misma asamblea.

## Administración
El estado fue conocido como la Vajji Sangha "Confederación Vajji", consistido de varios janapades, gramas (pueblos) y gosthes (grupos). Personas eminentes eran escogidas de cada khanda (distrito) como representantes al Vajji hambre Parishad o sea el " Consejo del pueblo de Vajji ". Estos representantes eran llamados hambre mukhyas. El presidente del consejo llevaba el título de ganapramukha pero a menudo se le mencionaba como rey aunque su cargo no era ni dinástico ni hereditario. Los otros ejecutivos eran el mahabaladhrikrita (un ministro de seguridad interna), el binishchayamatya o ninguna de justicia, el dandadhikrita (otras justicias) etc.
La capital era Vaishali, una próspera ciudad (actual Basarh a Muzaffarpur). En la introducción del Ekapanna Jataka, Vaishali es descrita como rodeada por una triple muralla con tres puertas con torres de vigilancia. Los principales gosthes (grupos) eran los licchavi, mallas y sakias. Alrededor del 600 a. C., los licchavi eran discípulos de Mahavira y Gautama Buda. Durante su vida tanto Mahavira como Gautama Buda visitaron Vaishali varias veces. El videhes tenían como capital a Janakapura a Mithila. Los jnatrikes tenían como capital a Kundapura o Kundagrama-Kollagen (un suburbio de Vaishali); Mahavira era miembro de este clan. Los licchavi eran kxatriyes y se gobernaban por un cuerpo de 7707 manas que a su vez tenían uprages, senapatis y bhandagarikes (tesoros); la asamblea general (sabha) se reunía en le santhagara; el poder ejecutivo estaba en manos de ocho aixtakules (probablemente un miembro por cada clan o kula); formaron una confederación con 9 mallas y 18 gana-rages de Kashi-Kosala; según la tradición atacaron a Magadha donde reinaba Bimbisara (542-492 a. C.) pero la guerra terminó con una alianza entre el rey de Magadha y el clan Licchavi; pero más tarde Áyata Shatru (hijo y sucesor de Bimbisara) destruyó la confederación